# قطعنامه ۱۷۵۲ شورای امنیت
قطعنامه ۱۷۵۲ شورای امنیت سازمان ملل متحد که در تاریخ ۱۳ آوریل ۲۰۰۷ تصویب شد، سندی بین‌المللی دربارهٔ بررسی وضعیت در گرجستان است. این قطعنامه طی نشست ۵۶۶۱ام با ۱۵ رای موافق، ۰ مخالف و ۰ ممتنع تصویب شد.